# Olavo Martins de Oliveira
Olavo Martins de Oliveira, mais conhecido apenas como Olavo (Santos, 9 de novembro de 1927 — 12 de março de 2004), foi um futebolista brasileiro que atuou como zagueiro.
É o oitavo jogador com mais partidas pelo Corinthians.

## Carreira

### Clubes
Olavo iniciou a carreira no juvenil do Cunha Moreira. Ele teve passagens por XV de Novembro e Senador Feijó.
Começou a carreira na Portuguesa Santista em 1948 e foi contratado pelo Corinthians em 1952 por 600 mil cruzeiros, para a disputa da Copa Rio. Estreou pelo clube em 17 de julho, quando começou no banco de reservas na partida contra o Libertad do Paraguai válida pela Copa Rio e entrou no decorrer da partida no lugar de Julião.
No Corinthians, se tornou capitão da equipe após a saída de Cláudio, aposentado, em 1958. Atuou pelo clube entre 1952 e 1961. É o oitavo jogador com mais partidas pelo clube, 506, sendo 155 delas consecutivas. Exímio cobrador de pênaltis, marcou todos os seus 18 gols no clube em penalidades máximas.
Após receber o passe livre, chegou ao Santos em setembro de 1961 e foi campeão intercontinental em 1962. 
Em 1964, foi emprestado ao Náutico, onde foi capitão e um dos principais responsáveis pelo título pernambucano do clube.
Retornou ao Santos e lá, encerrou sua carreira em março de 1966.
Após deixar os campos, foi treinador do juvenil do Santos entre 1971 e 1974 e do time principal entre 1975 e 1976. Também atuou como supervisor técnico das equipes de base da Portuguesa Santista.
Faleceu no dia 12 de março de 2004, em Santos, sofrendo um infarto fulminante enquanto caminhava em direção à praia, pelo Canal 2.

### Seleção Brasileira
Jogou na Seleção Brasileira de 1955 à 1957, disputando quatro partidas, sem marcar gol.
Sua primeira partida pela Seleção Brasileira foi contra o Paraguai, em 17 de novembro de 1955, segunda partida da final da Copa Oswaldo Cruz de 1955, em que acabou empatada por 3-3, dando o título ao Brasil, que venceu a primeira partida por 3-0, jogo em que Olavo não foi convocado.
Suas outras três partidas pelo Brasil foram válidas pela Copa América de 1957, competição em que o Brasil acabou sendo vice-campeão, já que perdeu a final por 3-0.

#### Partidas pelo Brasil
| Nº | Data                   | Competição           |        | Placar | Adversário | Local      | Estádio                    | Referência    |
| -- | ---------------------- | -------------------- | ------ | ------ | ---------- | ---------- | -------------------------- | ------------- |
| 1  | 17 de novembro de 1955 | Taça Oswaldo Cruz    | Brasil | 3 – 3  | Paraguai   | São Paulo  | Estádio do Pacaembu        | [ 28 ]        |
| 2  | 28 de março de 1957    | Copa América de 1957 | Brasil | 2 – 3  | Uruguai    | Lima, Peru | Estádio Nacional José Diaz | [ 29 ] [ 30 ] |
| 3  | 31 de março de 1957    | Copa América de 1957 | Brasil | 1 – 0  | Peru       | Lima, Peru | Estádio Nacional José Diaz | [ 31 ] [ 32 ] |
| 4  | 3 de abril de 1957     | Copa América de 1957 | Brasil | 0 – 3  | Argentina  | Lima, Peru | Estádio Nacional José Diaz | [ 32 ] [ 33 ] |

## Títulos
Corinthians
- Campeonato Paulista[9]: 1952[34] e 1954[13]
- Torneio Rio-São Paulo[9]: 1953 e 1954

Santos
- Campeonato Brasileiro[9]: 1961 e 1962
- Campeonato Paulista: 1961, 1962[9], 1964[16] e 1965
- Copa Intercontinental: 1962[35] e 1963[8][36]

Náutico
- Campeonato Pernambucano: 1964[18]

Seleção Brasileira
- Taça Bernardo O'Higgins: 1955
- Taça Oswaldo Cruz: 1955[26]

Seleção Paulista
- Campeonato Brasileiro de Seleções Estaduais[9]: 1952[34], 1957 e 1960